# Duži, Šavnik
Duži este un sat din comuna Šavnik, Muntenegru. Conform datelor de la recensământul din 2003, localitatea are 155 de locuitori (la recensământul din 1991 erau 197 de locuitori).

## Demografie
În satul Duži locuiesc 128 de persoane adulte, iar vârsta medie a populației este de 43,6 de ani (41,4 la bărbați și 45,8 la femei). În localitate sunt 49 de gospodării, iar numărul mediu de membri în gospodărie este de 3,16.
Populația localității este foarte eterogenă.
|  |

| Demografie | Demografie | Demografie |
| An         | Locuitori  | Locuitori  |
| ---------- | ---------- | ---------- |
|            |            |            |
|            |            |            |
|            |            |            |
|            |            |            |
| 1948       | 281        |            |
| 1953       | 327        |            |
| 1961       | 378        |            |
| 1971       | 326        |            |
| 1981       | 280        |            |
| 1991       | 197        | 197        |
| 2003       | 161        | 155        |

| \| Componența etnică conform recensământului din 2003[2] \| Componența etnică conform recensământului din 2003[2] \| Componența etnică conform recensământului din 2003[2] \| Componența etnică conform recensământului din 2003[2] \| Componența etnică conform recensământului din 2003[2] \| \| ----------------------------------------------------- \| ----------------------------------------------------- \| ----------------------------------------------------- \| ----------------------------------------------------- \| ----------------------------------------------------- \| \| \| \| \| \| \| \| Sârbi \| Sârbi \| \| 79 \| 50,96% \| \| Muntenegreni \| Muntenegreni \| \| 75 \| 48,38% \| \| necunoscută \| necunoscută \| \| 0 \| 0% \| |              |  |    |        |
| Componența etnică conform recensământului din 2003 |              |  |    |        |
| |              |  |    |        |
| Sârbi | Sârbi        |  | 79 | 50,96% |
| Muntenegreni | Muntenegreni |  | 75 | 48,38% |
| necunoscută | necunoscută  |  | 0  | 0%     |